# Félix Martí Ibáñez
Félix Martí Ibáñez   (Cartagena, 25 de desembre de 1911 - Nova York, 24 de maig de 1972) va ser un metge, psiquiatre, escriptor i editor valencià, que va exiliar-se als Estats Units d'Amèrica l'any 1939 després de la Guerra Civil espanyola, i es va convertir en ciutadà estatunidenc. A Espanya havia ocupat alts càrrecs polítics durant la Segona República Espanyola. Quan va emigrar, es va establir a Manhattan. Encara que les revistes i llibres escrits o editats per ell tractaven temes mèdics de tot tipus, sempre van tenir molt de pes les qüestions relacionades amb la psiquiatria i la sexualitat. Les seues tesis sobre alliberament de la dona, sexualitat i plaer femení, temes totalment trencadors a l’època, han estat citades profusament en la literatura mèdica anglosaxona.
És autor de nombrosos llibres, articles i assajos. Va fundar, editar i publicar la prestigiosa revista MD, mitjançant l'editorial que va fundar a Manhattan, MD Publications. En aquesta editorial també va publicar diverses revistes mèdiques al començament de la dècada de 1950 i molts dels seus llibres. El disseny de la revista era característic pel seu contingut ininterromput i perquè la publicitat ocupava un espai secundari. A vegades la revista emprava noves maneres de presentar la informació, com imatges sense subtítols. Martí Ibáñez va ser un erudit amb interessos molt diversos, que abastaven les Belles Arts, Antropologia, Arquitectura, Biologia, Botànica, Civilitzacions, Cultura, Diplomàcia, Disseny gràfic, Filosofia, Geografia, Història, Història antiga, Història natural, Literatura, Medicina, Música, Mitologia, Planificació urbanística, Psiquiatria, Psicologia, Química, Relacions humanes, Religió, Salut Pública, Sociologia i Zoologia.

## Biografia
Félix Martí Ibáñez va néixer a Cartagena en una extensa i culta família. La seva mare, Josefina Ibáñez de Morel, era pianista i feia classes de música. El seu pare, Félix Martí Alpera, era pedagog, mestre i humanista, publicava freqüentment i va ser autor de 500 llibres. La seva germana, Josefina, va obtenir un doctorat en Farmacologia. La seva família es va traslladar a Barcelona i passava les vacances a València. Va estudiar medicina a Barcelona i Madrid i va rebre una gran influència del doctor Gregorio Marañón pel que fa a la relació entre el pacient i el metge i el seu paper com a eina clínica per al metge. Va ser alumne i seguidor del filòsof José Ortega y Gasset
Als 19 anys es va llicenciar en Medicina. Aleshores va començar a escriure per a revistes literàries i mèdiques i va publicar dues novel·les, Jo rebel i Aventura. Un any més tard, va obtenir un doctorat a la Facultat de Medicina de la Universitat de Madrid. La seva tesi doctoral va versar sobre la història de la psicologia i la fisiologia dels místics de l'Índia, una comparació de les filosofies oriental i occidental.
Durant els anys 1930 va ser un dels principals col·laboradors de la revista anarquista Estudios (València) de la qual dirigia el consultori psicosexual, una secció dedicada a resoldre dubtes de caràcter sexual o psicològic enviats pels mateixos lectors de la revista, des d'on divulgava l'ús de mètodes anticonceptius. Va participar, així mateix, en l'associació barcelonina d'orientació teosòfica i pacifista Agrupació d'Idealistes Pràctics i l'Eleven Club (després Conversa Club). Va començar a impartir conferències per tot el país. Va ser nomenat director de Salut Pública i Serveis Socials de la Generalitat de Catalunya als 26 anys. Al cap de dos anys va ser nomenat sotssecretari de Sanitat d'Espanya. I dos anys després se'l va nomenar director d'educació en salut en temps de guerra a Catalunya. Va ajudar l'organització Mujeres Libres a posar en marxa el seu programa «d'alliberament de la prostitució» per tal de facilitar un canvi de vida per aquelles treballadores sexuals que ho desitgessin.
Com a representant d'Espanya als Congressos per a la Pau Mundial, va viatjar per Europa i Amèrica del Nord. Va ser ferit al cap i en un braç a la batalla de l'Ebre essent comandant del cos mèdic de l'Exèrcit de l'Aire. Quan Barcelona va caure en poder de les forces de Francisco Franco el 26 de gener de 1939 va buscar refugi al camp i uns amics el van rescatar. El mateix any 1939 va exiliar-se als Estats Units, on va continuar amb les seves activitats habituals, participant en conferències internacionals de pau, i exercint la medicina. Allà va continuar, també, la seva carrera literària, ara en anglès. Va establir la seva residència a Manhattan, on la seva esposa, Josephine, va morir al febrer de 1966 després d'una llarga malaltia.
Va rebre invitacions per a fer conferències i lliçons d'institucions de països de tot el món. Va arribar a estar relacionat amb els departaments de recerca de dues importants empreses farmacèutiques. L'any 1957 va començar a publicar MD com a redactor en cap, tasca que va continuar fins a la seva mort en 1972. Algunes de les seves contribucions per MD sobre assumptes tals com a art, cultura, medicina i filosofia es van recopilar i més tard es van editar com a llibres. També va publicar una revista semblant a Canadà, MD of Canada i una altra, MD en español, que es dirigia al món hispanoparlant. Va contribuir amb freqüència en revistes professionals en els seus amplis àmbits d'interès, com a autor, editor o coeditor.
Félix Martí Ibáñez va morir sobtadament als 60 anys el 24 de maig de 1972 a Manhattan. Al seu obituari, a The New York Times assenyalava que Martí Ibáñez també havia ocupat la càtedra d'Història de la Medicina a l'Escola Mèdica dels Hospitals Flower i de la Cinquena Avinguda. En un medalló commemoratiu de la fundació de MD és descrit com un humanista laic. Darrerament però s'ha anat destapant que Martí Ibañez fou una peça clau en tot l'entramat de la crisi sanitària dels opioides als Estats Units com a empleat de la família Sacker.

## Perspectives intel·lectuals
Gairebé sempre a l'avantguarda dels pensaments intel·lectuals sobre medicina, salut pública, naturalesa humana i psiquiatria, l'any 1955 Félix Martí Ibáñez va escriure sobre les seves preocupacions sobre l'ús indiscriminat dels antibiòtics, «La teràpia amb antibiòtics, si s'usa indiscriminadament, pot convertir-se en una inundació mèdica que neteja i sana provisionalment, però al final destrueix la vida», una predicció de les terribles conseqüències que la humanitat està començant a afrontar avui a causa dels mals usos dels antibiòtics en la vida diària i en la producció de carn, així com en les pràctiques mèdiques. Durant la dècada de 1930 va prendre part en l'establiment d'una legislació que alliberés a la dona i els seus punts de vista sobre sexualitat humana se citen regularment. Ateses les seves contribucions a la història de la medicina, se'l considera l'hereu natural d'Henry Sigerist en la literatura mèdica.
El seu estil literari i filosòfic era tan eloqüent que se'l cita sovint per les seves imatges. Moltes vegades se cita la seva visió de la mort, «Igual que una moneda aconsegueix tot el seu valor quan es gasta, la vida aconsegueix el seu valor suprem quan un sap com abandonar-la amb elegància quan arriba el moment». Pel que fa a la seva vida, en la seva Journey Around Myself (Viatge al voltant de mi mateix), afirmava: «hi ha una cosa inestimable que em porto del meu viatge al voltant del món, una que no es paga amb diners i per la qual no vaig pagar drets de duana: la humilitat, una humilitat nascuda per contemplar altres pobles, altres races lluitant valentament i esperant humilment les coses més simples de la vida». També se cita la seva visió de la mort «Només hi ha una forma de derrotar a la mort: viure ràpid».

## Publicacions
- Centaur: Essays on the History of Medical Idees
- The Epic of Medicine
- To Be a Doctor
- Tales of Philosophy
- Ariel: Essays on the Arts and the History and Philosophy of Medicine
- Men, Molds, and History
- The Crystal Arrow: Essays on Literature, Travel, Art, Love, and the History of Medicine
- Henry Sigerist on the History of Medicine
- The Mirror of the Soul and Other Essays
- The Sociology of Medicine
- All the Wonders We Seek
- Waltz and Other Stories
- Illustrated Medical History (A Pictorial History of Medicine)
- The Ship in the Bottle and Other Essays
- Journey Around Myself